# Van Helsing (serie de televisión)
Van Helsing es una serie de televisión canadiense de fantasía oscura dramática estrenada el 23 de septiembre de 2016 en Syfy en Estados Unidos. La serie fue originalmente programada para estrenarse en Canadá en Super Channel, pero debido a los procedimientos de quiebra en curso en la cadena, fue eliminada de última instancia de su programación y en su lugar se estrenó en Netflix el 23 de diciembre de 2016.
Kelly Overton interpreta el personaje principal de la serie, que fue inspirada en la serie de novelas gráficas de Zenescope Entertainment Helsing. En 14 de octubre de 2016, Syfy renovó Van Helsing para una segunda temporada de 13 episodios. Posteriormente, la serie fue renovada para una tercera temporada a estrenar en octubre de 2018, En diciembre de 2019, Syfy renovó la serie por una quinta y última temporada.

## Sinopsis
Vanessa (descendiente de Abraham Van Helsing) es resucitada en un mundo postapocalíptico, tres años después de su muerte, para liderar una resistencia contra los vampiros que la plagan.

## Elenco y personajes
- Kelly Overton como Vanessa Van Helsing.[10]
- Jonathan Scarfe como Axel.
- Christopher Heyerdahl como Sam.
- David Cubitt como John.
- Vincent Gale como Flesh.
- Rukiya Bernard como Doc.
- Trezzo Mahoro como Mohamad.
- Tim Guinee como Ted.
- Laura Mennell como Rebecca.
- Paul Johansson como Dimitri.
- Missy Peregrym como Scarlett Harker/Scarlett Van Helsing
- Aleks Paunovic como Julius.[11]
- Hilary Jardine como Susan

## Episodios
| Temporada | Temporada | Episodios | Episodios | Emisión original         | Emisión original        |
| Temporada | Temporada | Episodios | Episodios | Primera emisión          | Última emisión          |
| --------- | --------- | --------- | --------- | ------------------------ | ----------------------- |
|           | 1         | 13        | 13        | 31 de julio de 2016      | 9 de diciembre de 2016  |
|           | 2         | 13        | 13        | 5 de octubre de 2017     | 4 de enero de 2018      |
|           | 3         | 13        | 13        | 5 de octubre de 2018     | 28 de diciembre de 2018 |
|           | 4         | 13        | 13        | 27 de septiembre de 2019 | 20 de diciembre de 2019 |
|           | 5         | 13        | 13        | 16 de abril de 2021      | 25 de junio de 2021     |

### Primera temporada (2016)
| N.º en serie | N.º en temp. | Título            | Dirigido por    | Escrito por                                | Fecha de emisión original | Audiencia (millones) |
| ------------ | ------------ | ----------------- | --------------- | ------------------------------------------ | ------------------------- | -------------------- |
| 1            | 1            | «Help Me»         | Michael Nankin  | Neil LaBute                                | 31 de julio de 2016       | 1,24                 |
| 2            | 2            | «Seen You»        | Michael Nankin  | Simon Barry                                | 23 de agosto de 2016      | 0,83                 |
| 3            | 3            | «Stay cool»       | Michael Nankin  | Jackie May                                 | 30 de septiembre de 2016  | 0,66                 |
| 4            | 4            | «Coming Back»     | David J. Frazee | Jonathan Walker                            | 7 de octubre de 2016      | 0,62                 |
| 5            | 5            | «Fear Her»        | David J. Frazee | Jeremy Smith y Matt Venables               | 14 de octubre de 2016     | 0,61                 |
| 6            | 6            | «Nothing Matters» | Amanda Tapping  | Neil LaBute                                | 21 de octubre de 2016     | 0,64                 |
| 7            | 7            | «For Me»          | Amanda Tapping  | Simon Barry                                | 28 de octubre de 2016     | 0,53                 |
| 8            | 8            | «Little Thing»    | Jason Priestley | Neil LaBute                                | 4 de noviembre de 2016    | 0,61                 |
| 9            | 9            | «Help Out»        | Jason Priestley | Jackie May                                 | 11 de noviembre de 2016   | 0,68                 |
| 10           | 10           | «Stay Away»       | Simon Barry     | Jonathan Walker                            | 18 de noviembre de 2016   | 0,60                 |
| 11           | 11           | «Last Time»       | Simon Barry     | Simon Barry                                | 25 de noviembre de 2016   | 0,65                 |
| 12           | 12           | «He's Coming»     | Amanda Tapping  | Shevon Singh, Jeremy Smith y Matt Venables | 2 de diciembre de 2016    | 0,50                 |
| 13           | 13           | «It Begins»       | Amanda Tapping  | Neil LaBute                                | 9 de diciembre de 2016    | 0,56                 |

### Segunda temporada (2017-2018)
| N.º | Título               | Dirigido por    | Escrito por                      | Fecha de emisión original | Audiencia (millones) |
| --- | -------------------- | --------------- | -------------------------------- | ------------------------- | -------------------- |
| 14  | «Began Again»        | Michael Nankin  | Neil LaBute                      | 5 de octubre de 2017      | 0,46                 |
| 15  | «In Redemption»      | Michael Nankin  | Jonathan Lloyd Walker            | 12 de octubre de 2017     | 0,45                 |
| 16  | «Love Bites»         | Michael Nankin  | Jackie May                       | 19 de octubre de 2017     | 0,49                 |
| 17  | «A Home»             | Jason Stone     | Jeremy Smith y Matt Venables     | 26 de octubre de 2017     | 0,46                 |
| 18  | «Save Yourself»      | Jason Stone     | Neil LaBute                      | 2 de noviembre de 2017    | 0,37                 |
| 19  | «Veritas Vincit»     | Kaare Andrews   | Jonathan Lloyd Walker            | 9 de noviembre de 2017    | 0,30                 |
| 20  | «Everything Changes» | Kaare Andrews   | Jeremy Smith y Matt Venables     | 16 de noviembre de 2017   | 0,35                 |
| 21  | «Big Mama»           | David Winning   | Neil LaBute                      | 30 de noviembre de 2017   | 0,34                 |
| 22  | «Wakey, Wakey»       | David Winning   | Jeremy Smith y Matt Venables     | 7 de diciembre de 2017    | 0,49                 |
| 23  | «Base Pair»          | Paul Johansson  | Jackie May y Michael C. Natchoff | 14 de diciembre de 2017   | 0,36                 |
| 24  | «Be True»            | Jonathan Scarfe | Jackie May                       | 21 de diciembre de 2017   | 0,49                 |
| 25  | «Crooked Falls»      | Paul Johansson  | Jonathan Lloyd Walker            | 28 de diciembre de 2017   | 0,55                 |
| 26  | «Black Days»         | Jonathan Scarfe | Neil LaBute                      | 4 de enero de 2018        | 0,48                 |

### Tercera temporada (2018)
| N.º | Título           | Dirigido por    | Escrito por                  | Fecha de emisión original | Audiencia (millones) |
| --- | ---------------- | --------------- | ---------------------------- | ------------------------- | -------------------- |
| 27  | «Fresh Tendrils» | Jonathan Scarfe | Neil LaBute                  | 5 de octubre de 2018      | 0,39                 |
| 28  | «Super Unknown»  | Jonathan Scarfe | Neil LaBute                  | 12 de octubre de 2018     | 0,48                 |
| 29  | «I Awake»        | Michael Nankin  | Jonathan Lloyd Walker        | 19 de octubre de 2018     | 0,39                 |
| 30  | «Rusty Cage»     | Michael Nankin  | Jackie May                   | 26 de octubre de 2018     | 0,42                 |
| 31  | «Pretty Noose»   | Jason Priestley | Jeremy Smith y Matt Venables | 2 de noviembre de 2018    | 0,46                 |
| 32  | «Like Suicide»   | Jason Priestley | Jeremy Smith y Matt Venables | 9 de noviembre de 2018    | 0,42                 |
| 33  | «Hunted Down»    | Leslie Hope     | Neil LaBute                  | 16 de noviembre de 2018   | 0,36                 |
| 34  | «Crooked Steps»  | Jonathan Scarfe | Neil LaBute                  | 23 de noviembre de 2018   | 0,35                 |
| 35  | «Loud Love»      | David Winning   | Jeremy Smith & Matt Venables | 30 de noviembre de 2018   | 0,32                 |
| 36  | «Outside World»  | Jackie May      | Jackie May                   | 7 de diciembre de 2018    | 0,38                 |
| 37  | «Been Away»      | Jacquie Gould   | Jackie May                   | 14 de diciembre de 2018   | 0,34                 |
| 38  | «Christ Pose»    | Leslie Hope     | Jonathan Lloyd Walker        | 21 de diciembre de 2018   | 0,32                 |
| 39  | «Birth Ritual»   | David Winning   | Jonathan Lloyd Walker        | 28 de diciembre de 2018   | 0,38                 |

### Cuarta temporada (2019)
| N.º | Título             | Dirigido por       | Escrito por                           | Fecha de emisión original | Audiencia (millones) |
| --- | ------------------ | ------------------ | ------------------------------------- | ------------------------- | -------------------- |
| 40  | «Dark Destiny»     | David Winning      | Jonathan Lloyd Walker                 | 27 de septiembre de 2019  | 0,36                 |
| 41  | «Dark Ties»        | David Winning      | Neil LaBute                           | 4 de octubre de 2019      | 0,30                 |
| 42  | «Love Less»        | Jacquie Gould      | Jackie May                            | 11 de octubre de 2019     | 0,26                 |
| 43  | «Broken Promises»  | Jonathan Scarfe    | Jeremy Smith y Matt Venables          | 18 de octubre de 2019     | 0,30                 |
| 44  | «Liberty or Death» | Jacquie Gould      | Jackie May                            | 25 de octubre de 2019     | 0,34                 |
| 45  | «Miles And Miles»  | Kimani Ray Smith   | Jackie May                            | 1 de noviembre de 2019    | 0,35                 |
| 46  | «Metamorphosis»    | Jonathan Scarfe    | Neil LaBute                           | 8 de noviembre de 2019    | 0,33                 |
| 47  | «The Prism»        | Alexandra La Roche | Jonathan Lloyd Walker                 | 15 de noviembre de 2019   | 0,32                 |
| 48  | «No 'I' In Team»   | Michael Nankin     | Jeremy Smith y Matt Venables          | 22 de noviembre de 2019   | 0,25                 |
| 49  | «Together Forever» | Alexandra La Roche | Jeremy Smith y Matt Venables          | 29 de noviembre de 2019   | 0,23                 |
| 50  | «All Apologies»    | Lynne Stopkewich   | Neil LaBute                           | 6 de diciembre de 2019    | 0,27                 |
| 51  | «Three Pages»      | Shannon Kohli      | Jonathan Lloyd Walker y Gorrman Lee   | 13 de diciembre de 2019   | 0,21                 |
| 52  | «The Beholder»     | Shannon Kohli      | Jonathan Lloyd Walker y SJ Trohimchuk | 20 de diciembre de 2019   | 0,34                 |

### Quinta temporada (2021)
| N.º en serie | N.º en temp. | Título               | Dirigido por       | Escrito por                                                      | Fecha de emisión original | Audiencia (millones) |
| ------------ | ------------ | -------------------- | ------------------ | ---------------------------------------------------------------- | ------------------------- | -------------------- |
| 53           | 1            | «Past Tense»         | Jonathan Scarfe    | Jonathan Lloyd Walker                                            | 16 de abril de 2021       | 0,30                 |
| 54           | 2            | «Old Friends»        | Jonathan Scarfe    | Jackie May                                                       | 23 de abril de 2021       | 0,20                 |
| 55           | 3            | «Lumina Intunecata»  | Jonathan Scarfe    | Jonathan Lloyd Walker                                            | 30 de abril de 2021       | 0,23                 |
| 56           | 4            | «State of the Union» | Leslie Hope        | Jeremy Smith y Matt Venables                                     | 7 de mayo de 2021         | 0,27                 |
| 57           | 5            | «Sisterhunt»         | Kimani Ray Smith   | Waneta Storms                                                    | 14 de mayo de 2021        | N/D                  |
| 58           | 6            | «Carpe Noctis»       | Jonathan Scarfe    | Historia por: Gorrman Lee y SJ Trohimchuk Guion por: Gorrman Lee | 21 de mayo de 2021        | N/D                  |
| 59           | 7            | «Graveyard Smash»    | Leslie Hope        | Jeremy Smith y Matt Venables                                     | 28 de mayo de 2021        | N/D                  |
| 60           | 8            | «Deep Trouble»       | Jacquie Gould      | Jeremy Smith y Matt Venables                                     | 4 de junio de 2021        | 0,23                 |
| 61           | 9            | «The Doorway»        | Alexandra La Roche | Neil LaBute                                                      | 11 de junio de 2021       | 0,14                 |
| 62           | 10           | «E Pluribus Unum»    | Jacquie Gould      | Jonathan Lloyd Walker                                            | 18 de junio de 2021       | N/D                  |
| 63           | 11           | «Undercover Mother»  | Jacquie Gould      | Jackie May                                                       | 18 de junio de 2021       | N/D                  |
| 64           | 12           | «The Voices»         | Alexandra La Roche | Jackie May                                                       | 18 de junio de 2021       | 0,24                 |
| 65           | 13           | «Novissima Solis»    | Michael Nankin     | Jonathan Lloyd Walker                                            | 25 de junio de 2021       | 0,15                 |

## Desarrollo y producción
Syfy adquirió Van Helsing de Nomadic Pictures en noviembre de 2015, con un orden de 13 episodios iniciando su producción en enero de 2016, y programada para estrenarse en otoño de 2016.
La renovación para la 5ta temporada de la serie tuvo lugar en noviembre de 2019 incluso antes del estreno de la cuarta temporada. Se suponía que el estreno de la serie tendría lugar el año 2020 y la producción comenzaría a principios de año. Sin embargo, la producción se cerró debido a la pandemia de la COVID 19, y se reanudó a partir de julio de 2021.

## Transmisión
Syfy emitió un preestreno del piloto el 31 de julio de 2016; seguido por su estreno original el 23 de septiembre de 2016.
La serie estaba originalmente programada para estrenarse en Canadá en Super Channel, pero debido a los procedimientos de quiebra en curso de Super Channel, la serie finalmente se eliminó de su programación y en su lugar se estrenó en Netflix el 23 de diciembre de 2016.

## Recepción
El episodio piloto de la serie recibió 4,5 estrellas en el sitio web Den of Geek. En su crítica sobre Van Helsing, Keith Uhlich de The Hollywood Reporter escribió: «Es bastante bueno ... o al menos, para citar la opinión de ese viejo crítico, “mejor de lo que tiene derecho a ser”».

## Premios y nominaciones
| Año  | Premio     | Categoría                                                    | Nominado                                                                               | Resultado |
| ---- | ---------- | ------------------------------------------------------------ | -------------------------------------------------------------------------------------- | --------- |
| 2017 | Leo Awards | Mejor dirección en una serie dramática                       | Simon Barry por "Last Time"                                                            | Nominado  |
| 2017 | Leo Awards | Mejor guion en una serie dramática                           | Simon Barry por "Last Time"                                                            | Nominado  |
| 2017 | Leo Awards | Mejores efectos visuales en una serie dramática              | John Gajdecki, Ryan Epp, Steve Desroches, Brae Norwiss, Shawn Duddridge por "Seen You" | Nominado  |
| 2017 | Leo Awards | Mejor maquillaje en una serie dramática                      | Jayne Dancose por "Stay Inside"                                                        | Nominado  |
| 2017 | Leo Awards | Best Stunt Coordination in a Dramatic Series                 | Kimani Ray Smith por "It Begins"                                                       | Nominado  |
| 2017 | Leo Awards | Best Supporting Performance by a Female in a Dramatic Series | Hillary Jardine por "Last Time"                                                        | Nominado  |
| 2017 | Leo Awards | Best Lead Performance by a Male in a Dramatic Series         | Jonathan Scarfe por "Help Me"                                                          | Ganador   |
| 2017 | Leo Awards | Best Lead Performance by a Male in a Dramatic Series         | Christopher Heyerdahl por "Last Time"                                                  | Nominado  |
| 2017 | Leo Awards | Best Lead Performance by a Female in a Dramatic Series       | Rukiya Bernard por "Seen You"                                                          | Nominado  |